# Segarra
Segarra là một comarca (hạt) của Catalonia, Tây Ban Nha.

## Các đô thị
- Biosca - 235
- Cervera - 8.942
- Estaràs - 181
- Granyanella - 139
- Granyena de Segarra - 138
- Guissona - 4.874
- Ivorra - 148
- Massoteres - 205
- Montoliu de Segarra - 188
- Montornès de Segarra - 107
- Les Oluges - 178
- Els Plans de Sió - 547
- Ribera d'Ondara - 465
- Sanaüja - 464
- Sant Guim de Freixenet - 1.063
- Sant Guim de la Plana - 198
- Sant Ramon - 561
- Talavera - 282
- Tarroja de Segarra - 169
- Torà - 1.274
- Torrefeta i Florejacs - 638